# Desmond Child
Desmond Child (Miami, Florida, 1953. október 28. –) amerikai énekes, zeneszerző, szövegíró.
Apja Márfy Sándor, anyja kubai származású énekesnő volt. 2008 óta tagja a Los Angeles-i Dalszövegíró Hírességek Csarnokának.

## Karrier
Desmond Child ismert amerikai zeneszerző, olyan énekesek dalait írta, melyek többsége felkerült a slágerlistákra. Bon Jovit egyenesen világsztárrá tette dalaival. Közreműködött még Kiss, Aerosmith, Scorpions, Alice Cooper, Bonnie Tyler, Cher, Shakira, Ricky Martin, Kelly Clarkson és a The Rasmus albumain. 
2006-ban Meat Loaf, Bat Out Of Hell III. The Monster Is Loose című albumának volt producere Jim Steinman mellett. 
2024 őszén a TV2 által sugárzott Megasztár című tehetségkutató műsor hetedik évadának élő adásai során segíti a versenyzőket.

## Családja
Desmond Child Nashville-ben, Tennessee államban él férjével, Curtis Shaw-val, és fiaikkal, Romannel és Nyróval. A pár béranyán keresztül történő gyermekvállalásáért folytatott küzdelmét a Two: The Story of Roman & Nyro című dokumentumfilmből ismerhette meg a közönség.
A "The Truth Comes Out" című dal a Desmond Child & Rouge második albumáról, a Runners in the Nightról (1979), arról szól, amikor Child vállalta homoszexualitását barátnője és zenésztársa, Maria Vadal előtt.
Az "A Ray of Hope" című Don Paul Yowell dal, melyet Child énekelt lemezre, tisztelgés testvére Joey előtt, aki 1991 januárjában halt meg AIDS-hez köthető szövődmények következtében.
A Bon Jovi "Livin' On A Prayer" című dalának szövegét részben Child élete inspirálta a késő hetvenes évek New Yorkjában.

## Albumok

### Desmond Child & Rouge
- Desmond Child & Rouge (Capitol Records) (1979)
- Runners in the Night (Capitol Records) (1979)

### Önállóan
- Discipline (Elektra Records) (1991)

## Dalai
| Év   | Együttes/Előadóművész | Dalai | Album                                     |
| ---- | --- | --- | ----------------------------------------- |
| 1979 | Kiss | "I Was Made for Lovin' You" | Dynasty                                   |
| 1982 | Cher | "When the Love is Gone", "Walk With Me", "The Book of Love" | I Paralyze                                |
| 1984 | Kiss | "Heaven's on Fire", "Under the Gun", "I've Had Enough (Into the Fire)"                                                                                                   | Animalize                                 |
| 1985 | Kiss | "King of the Mountain", "Who Wants to Be Lonely", "I'm Alive", "Radar for Love", "UH! All Night"                                                                         | Asylum                                    |
| 1986 | Bonnie Tyler | "If You Were a Woman and I Was a Man", "Lovers Again" | Secret Dreams and Forbidden Fire          |
| 1986 | Bon Jovi | "Livin' on a Prayer", "You Give Love a Bad Name", "Without Love", "I'd Die For You"                                                                                      | Slippery When Wet                         |
| 1987 | Aerosmith | "Angel", "Dude (Looks Like a Lady)", "Heart's Done Time" | Permanent Vacation                        |
| 1987 | Cher | "We All Sleep Alone", "Main Man", "Give Our Love a Fightin' Chance", "Perfection", "Working Girl"                                                                        | Cher                                      |
| 1987 | Jimmy Barnes | "Waitin' for the Heartache", "Walk on" | Freight Train Heart                       |
| 1987 | Kiss | "Bang Bang You", "My Way", "Reason to Live" | Crazy Nights                              |
| 1987 | Jennifer Rush | "Down to You", "Heart Wars" | Heart Over Mind                           |
| 1988 | Kiss | "Let's Put The X In Sex", "(You Make Me) Rock Hard" | Smashes, Thrashes & Hits                  |
| 1988 | Bon Jovi | "Bad Medicine", "Blood on Blood", "Born to Be My Baby", "Wild is the Wind"                                                                                               | New Jersey                                |
| 1988 | Joan Jett & The Blackhearts | "I Hate Myself for Loving You" | Up Your Alley                             |
| 1988 | Bonnie Tyler | "Notes From America", "Hide Your Heart", "Save Up All Your Tears", "Take Another Look at Your Heart"                                                                     | Hide Your Heart                           |
| 1989 | Aerosmith | "What It Takes", "F.I.N.E." | Pump                                      |
| 1989 | Alice Cooper | "Poison", "Spark in the Dark", "House of Fire", "Why Trust You", "Bed of Nails", "This Maniac's in Love with You", "Trash", "Hell Is Living Without You", "I'm Your Gun" | Trash                                     |
| 1989 | Animotion | "Calling It Love" | Room To Move                              |
| 1989 | Michael Bolton | "How Can We Be Lovers?", "Love Cuts Deep" | Soul Provider                             |
| 1989 | Bonfire | "The Price of Loving You" | Point Blank                               |
| 1989 | Cher | "Just Like Jesse James", "Emotional Fire", "Does Anybody Really Fall in Love Anymore?"                                                                                   | Heart Of Stone                            |
| 1989 | Ace Frehley | "Hide Your Heart" | Trouble Walkin'                           |
| 1989 | Kiss | "Hide Your Heart", "You Love Me to Hate You" | Hot in the Shade                          |
| 1989 | Robin Beck | "Hide Your Heart", "Don't Lose Any Sleep", "If You Were a Woman (And I Was a Man)", "Hold Back the Night", "Save Up All Your Tears", "Tears In The Rain"                 | Trouble or Nothin'                        |
| 1990 | Ratt | "Givin' Yourself Away", "Heads I Win, Tails You Lose", "Lovin' You's A Dirty Job", "One Step Away", "Shame Shame Shame"                                                  | Detonator                                 |
| 1991 | Kane Roberts | Entire album | Saints and Sinners                        |
| 1991 | Cher | "Save Up All Your Tears" | Love Hurts                                |
| 1991 | Alice Cooper | "Dangerous Tonight", "Might as Well Be on Mars" | Hey Stoopid                               |
| 1992 | Bon Jovi | "I'll Sleep When I'm Dead", "Keep the Faith", | Keep The Faith                            |
| 1993 | Aerosmith | "Crazy", "Flesh" | Get a Grip                                |
| 1993 | Shakira | "Tú Serás la Historia de Mi Vida" | Peligro                                   |
| 1993 | Steve Vai | "In My Dreams With You" | Sex & Religion                            |
| 1995 | Bon Jovi | "Something for the Pain", "This Ain't a Love Song", "Hearts Breaking Even", "Diamond Ring"                                                                               | These Days                                |
| 1995 | Roxette | "You Don't Understand Me" | Don't Bore Us, Get to the Chorus!         |
| 1997 | Aerosmith | "Hole in My Soul" | Nine Lives                                |
| 1997 | Dream Theater | "You Not Me" | Falling into Infinity                     |
| 1997 | Robbie Williams | "Old Before I Die" | Life thru a Lens                          |
| 1997 | Hanson | "Weird" | Middle of Nowhere                         |
| 1998 | Billie Myers | "Kiss the Rain" | Growing, Pains                            |
| 1999 | Bon Jovi | "Real Life" | EdTV Original Motion Picture Soundtrack   |
| 1999 | Ricky Martin | "Livin' La Vida Loca", "The Cup of Life" | Ricky Martin                              |
| 2000 | Bon Jovi | "One Wild Night" | Crush                                     |
| 2000 | Ricky Martin | "She Bangs" | Sound Loaded                              |
| 2002 | Bon Jovi | "All About Lovin' You", "Misunderstood", "The Distance" | Bounce                                    |
| 2002 | Szákisz Ruvász | "Ola Kala", "The Light", "Disco Girl" | Ola Kala                                  |
| 2003 | Clay Aiken | "Invisible", "Run to Me" | Measure of a Man                          |
| 2003 | La Ley | "Más Allá" | Libertad                                  |
| 2004 | Jesse McCartney | "Because You Live" | Beautiful Soul                            |
| 2004 | Diana DeGarmo | "Dreams" | Blue Skies                                |
| 2005 | Bon Jovi | "Bells Of Freedom", "Dirty Little Secret" | Have a Nice Day                           |
| 2005 | Vince Neil | "Promise Me" | -                                         |
| 2005 | Amanda Stott | "Homeless Heart" | Chasing The Sky                           |
| 2005 | Lindsay Lohan | "I Live For The Day" | A Little More Personal (Raw)              |
| 2006 | Meat Loaf | "The Monster Is Loose", "Blind as a Bat", "Monstro", "Alive", "If God Could Talk", "What About Love?"                                                                    | Bat Out of Hell III: The Monster Is Loose |
| 2006 | Paul Stanley | "All About You", "Lift", "Live to Win", "Wake Up Screaming", "Where Angels Dare"                                                                                         | Live to Win                               |
| 2007 | Mika | "Erase" | Life in Cartoon Motion                    |
| 2007 | Sebastian Bach | "Falling Into You" | Angel Down                                |
| 2007 | Bon Jovi | "(You Want To) Make a Memory" | Lost Highway                              |
| 2007 | Scorpions | "Hour I" | Humanity: Hour I                          |
| 2008 | Ace Young | "Addicted", "A Hard Hand To Hold", "Where Will You Go", "How You Gonna Spend You Live", "The Girl That Got Away", "Dirty Mind", "The Gift"                               | Ace Young                                 |
| 2008 | Katy Perry | "Waking Up in Vegas" | One of the Boys                           |
| 2008 | The Rasmus | "Livin' in a World Without You" | Black Roses                               |
| 2009 | Bon Jovi | "Brokenpromiseland", "Fast Cars", "Happy Now", "Learn to Love" | The Circle                                |
| 2009 | Margaret Cho | "I Cho Am a Woman" | -                                         |
| 2009 | Tokio Hotel | "Zoom/Zoom into Me" | Humanoid                                  |
| 2009 | The Stunners | "Santa Bring My Soldier Home" | (Santa Bring My Soldier Home-Single)      |
| 2010 | Tokio Hotel és Kerli | "Strange" | Almost Alice                              |
| 2010 | Meat Loaf | "Elvis in Vegas" | Hang Cool Teddy Bear                      |
| 2010 | Weezer | "Trainwrecks" | Hurley                                    |
| 2011 | Ricky Martin | Teljes album | Musica + Alma + Sexo                      |
| 2011 | Alice Cooper | "I Am Made of You", "The Underture" | Welcome 2 My Nightmare                    |
| 2012 | Porcelain Black | "Rock Angels" | Rock of Ages (film)                       |
| 2012 | Aerosmith | "Another Last Goodbye" | Music From Another Dimension!             |
| 2013 | Bonnie Tyler | "Believe in Me", "Stubborn" | Rocks & Honey                             |
| 2016 | Wolf Kati–Péter Szabó Szilvia–Radics Gigi–Nagy Feró–Sasvári Sándor–Vastag Csaba–Vastag Tamás–Molnár Ferenc Caramel–Hooligans és mások | "Egy szabad országért" |                                           |
| 2021 | Bonnie Tyler | "Stronger Than A Man" | The Best Is Yet To Come                   |
| 2022 | The Rasmus | "Jezebel" |                                           |

## Díjak
- Artisjus Életműdíj (2016)[4]